# 小行星13962
小行星13962（13962 Delambre）是一颗绕太阳运转的小行星，为主小行星带小行星。该小行星于1991年8月3日发现。

## 轨道参数
小行星13962的轨道半长轴为3.1893579 UA，离心率为0.190。